# TCR Malaysia Touring Car Championship 2019
La stagione 2019 delle TCR Malaysia Touring Car Championship è la prima edizione del cadetto della coppa del mondo turismo. È iniziata il 20 gennaio a Sepang ed è terminata il 24 febbraio sullo stesso circuito. Luca Engstler, su Hyundai i30 N TCR, si è aggiudicato il titoli piloti, mentre la sua scuderia, il Liqui Moly Team Engstler, si è aggiudicata il titolo scuderie. Kai Jordan, su Volkswagen Golf GTI TCR si è aggiudicato il titolo riservato ai piloti Cup, mentre la Volkswagen ha vinto il trofeo modelli.

## Scuderie e piloti
| Scuderia                 | Vettura                 | #  | Pilota          | Gare |
| ------------------------ | ----------------------- | -- | --------------- | ---- |
| Prince Racing            | Honda Civic Type R TCR  | 2  | Kenneth Lau     | 1-3  |
| Prince Racing            | Honda Civic Type R TCR  | 7  | Michael Choi    | 1-3  |
| Liqui Moly Team Engstler | Volkswagen Golf GTI TCR | 3  | Kai Jordan      | 1-3  |
| Liqui Moly Team Engstler | Volkswagen Golf GTI TCR | 4  | Adam Khalid     | 1    |
| Liqui Moly Team Engstler | Volkswagen Golf GTI TCR | 5  | Ahmad Akid      | 2    |
| Liqui Moly Team Engstler | Volkswagen Golf GTI TCR | 9  | Henry Kwong     | 1    |
| Liqui Moly Team Engstler | Volkswagen Golf GTI TCR | 11 | Mark Darwin     | 3    |
| Liqui Moly Team Engstler | Volkswagen Golf GTI TCR | 22 | Brendan Anthony | 2    |
| Liqui Moly Team Engstler | Volkswagen Golf GTI TCR | 29 | Mitchell Cheah  | 3    |
| Liqui Moly Team Engstler | Hyundai i30 N TCR       | 8  | Luca Engstler   | 1-3  |
| Liqui Moly Team Engstler | Hyundai i30 N TCR       | 26 | Michael Soong   | 2-3  |
| Liqui Moly Team Engstler | Hyundai i30 N TCR       | 27 | Théo Coicaud    | 1    |
| TeamWork Motorsport      | Volkswagen Golf GTI TCR | 10 | Cherry Cheung   | 3    |
| TeamWork Motorsport      | Volkswagen Golf GTI TCR | 12 | Robert Huff     | 1    |
| Brutal Fish Racing Team  | Volkswagen Golf GTI TCR | 17 | Martin Ryba     | 1-3  |
| Maximum Racing           | Honda Civic Type R TCR  | 23 | Gary Cheung     | 1    |
| Maximum Racing           | Honda Civic Type R TCR  | 23 | David Lau       | 1    |
| KCMG                     | Honda Civic Type R TCR  | 51 | Paul Ip         | 1-3  |
| Viper Niza Racing        | CUPRA TCR               | 65 | Douglas Khoo    | 1-3  |
| Viper Niza Racing        | CUPRA TCR               | 80 | Andrej Abaluev  | 3    |
| Indigo Racing            | Hyundai i30 N TCR       | 97 | Charlie Kang    | 1    |

## Calendario
| Gara | Gara | Circuito           | Data        | Supporto                                          |
| ---- | ---- | ------------------ | ----------- | ------------------------------------------------- |
| 1    | G1   | Circuito di Sepang | 20 gennaio  | Formula 3 asiatica invernale                      |
| 1    | G2   | Circuito di Sepang | 20 gennaio  | Formula 3 asiatica invernale                      |
| 2    | G3   | Circuito di Sepang | 26 gennaio  |                                                   |
| 2    | G4   | Circuito di Sepang | 26 gennaio  |                                                   |
| 3    | G5   | Circuito di Sepang | 24 febbraio | Asian Le Mans Series Formula 3 asiatica invernale |
| 3    | G6   | Circuito di Sepang | 24 febbraio | Asian Le Mans Series Formula 3 asiatica invernale |

## Risultati e classifiche

### Gare
| Rnd. | Rnd. | Circuito | Pole position  | Giro veloce   | Pilota vincitore | Scuderia vincitrice      |
| ---- | ---- | -------- | -------------- | ------------- | ---------------- | ------------------------ |
| 1    | 1    | Sepang   | Robert Huff    | Luca Engstler | Luca Engstler    | Liqui Moly Team Engstler |
| 1    | 2    | Sepang   |                | Luca Engstler | Luca Engstler    | Liqui Moly Team Engstler |
| 2    | 3    | Sepang   | Luca Engstler  | Luca Engstler | Luca Engstler    | Liqui Moly Team Engstler |
| 2    | 4    | Sepang   |                | Luca Engstler | Luca Engstler    | Liqui Moly Team Engstler |
| 3    | 5    | Sepang   | Mitchell Cheah | Luca Engstler | Mitchell Cheah   | Liqui Moly Team Engstler |
| 3    | 6    | Sepang   |                | Luca Engstler | Luca Engstler    | Liqui Moly Team Engstler |

### Classifica piloti
| Pos. | Pilota          | SEP | SEP | SEP | SEP | SEP | SEP | Punti |
| ---- | --------------- | --- | --- | --- | --- | --- | --- | ----- |
| 1    | Luca Engstler   | 1   | 1   | 1   | 1   | 2   | 1   | 142,5 |
| 2    | Kai Jordan      | 5   | 3   | 2   | 2   | Rit | 4   | 68    |
| 3    | Martin Ryba     | 3   | 8   | 4   | 5   | 6   | 5   | 53    |
| 4    | Mitchell Cheah  |     |     |     |     | 1   | 2   | 48    |
| 5    | Paul Ip         | Rit | 6   | 3   | Rit | 3   | 7   | 44,5  |
| 6    | Douglas Khoo    | 4   | 7   | 8   | 4   | 10  | 10  | 38    |
| 7    | Michael Choi    | 8   | 10  | 9   | 6   | 7   | 3   | 35    |
| 8    | Robert Huff     | 2   | 5   |     |     |     |     | 33    |
| 9    | Kenneth Lau     | 9   | 11  | 6   | 7   | 5   | SQ  | 24    |
| 10   | Brendan Anthony |     |     | 5   | 3   |     |     | 20    |
| 11   | Adam Khalid     | 6   | 4   |     |     |     |     | 20    |
| 12   | Mark Darwin     |     |     |     |     | 4   | 6   | 20    |
| 13   | Charlie Kang    | Rit | 2   |     |     |     |     | 19    |
| 14   | Michael Soong   |     |     | Rit | NP  | 8   | 8   | 9     |
| 15   | Henry Kwong     | 7   | 9   |     |     |     |     | 8     |
| 16   | Cherry Cheung   |     |     |     |     | 9   | 9   | 4     |
| 17   | Ahmad Azlee     |     |     | 7   | Rit |     |     | 3     |
| 18   | Théo Coicaud    | Rit | NP  |     |     |     |     | 3     |
| 19   | Garry Cheung    | 10  |     |     |     |     |     | 1     |
| 20   | Andrej Abaluev  |     |     |     |     | Rit | Rit | 0     |
| 21   | David Lau       |     | NP  |     |     |     |     | 0     |
| Pos. | Scuderia        | SEP | SEP | SEP | SEP | SEP | SEP | Punti |

| Colore  | Risultato             |
| ------- | --------------------- |
| Oro     | Vincitore             |
| Argento | 2º posto              |
| Bronzo  | 3º posto              |
| Verde   | Finito a punti        |
| Blu     | Finito senza punti    |
| Viola   | Ritirato (Rit)        |
| Viola   | Non classificato (NC) |
| Rosso   | Non qualificato (NQ)  |
| Nero    | Squalificato (SQ)     |
| Bianco  | Non partito (NP)      |
| Bianco  | Non ha gareggiato     |
| Bianco  | Infortunato (INF)     |
| Bianco  | Escluso (ES)          |
| Bianco  | Gara cancellata (C)   |